# ELMOD2
ELMOD2 (англ. ELMO domain containing 2) – білок, який кодується однойменним геном, розташованим у людей на короткому плечі 4-ї хромосоми.  Довжина поліпептидного ланцюга білка становить 293 амінокислот, а молекулярна маса — 34 961.
| 10         |  | 20         |  | 30         |  | 40         |  | 50         |
| ---------- |  | ---------- |  | ---------- |  | ---------- |  | ---------- |
| MFISLWEFFY |  | GHFFRFWMKW |  | LLRQMTGKCE |  | LQRIFDTYVG |  | AQRTHRIENS |
| LTYSKNKVLQ |  | KATHVVQSEV |  | DKYVDDIMKE |  | KNINPEKDAS |  | FKICMKMCLL |
| QITGYKQLYL |  | DVESVRKRPY |  | DSDNLQHEEL |  | LMKLWNLLMP |  | TKKLNARISK |
| QWAEIGFQGD |  | DPKTDFRGMG |  | ILGLINLVYF |  | SENYTSEAHQ |  | ILSRSNHPKL |
| GYSYAIVGIN |  | LTEMAYSLLK |  | SEALKFHLYN |  | LVPGIPTMEH |  | FHQFYCYLVY |
| EFDKFWFEEE |  | PESIMYFNLY |  | REKFHEKIKG |  | LLLDCNVALT |  | LKV        |

A: Аланін

C: Цистеїн

D: Аспарагінова кислота

E: Глутамінова кислота

F: Фенілаланін

G: Гліцин

H: Гістидин

I: Ізолейцин

K: Лізин

L: Лейцин

M: Метіонін

N: Аспарагін

P: Пролін

Q: Глутамін

R: Аргінін

S: Серин

T: Треонін

V: Валін

W: Триптофан

Кодований геном білок за функцією належить до активаторів гтфаз. 
Задіяний у такому біологічному процесі як антивірусний захист. 